# Dicentra nevadensis
Dicentra nevadensis är en vallmoväxtart som beskrevs av Alice Eastwood. Dicentra nevadensis ingår i släktet lyrblommor, och familjen vallmoväxter. Inga underarter finns listade i Catalogue of Life.